# Josef Rockinger
Josef Rockinger (bl. 1940–1943) war ein deutscher Fußballspieler.

## Karriere
Rockinger gehörte dem TSV 1860 München als Mittelfeldspieler an, für den er von 1940 bis 1942 in der Gauliga Bayern, in einer von zunächst 16, später auf 23 aufgestockten Gauligen zur Zeit des Nationalsozialismus als einheitlich höchste Spielklasse im Deutschen Reich, Punktspiele bestritt.
Die Saison 1940/41 schloss er mit seiner Mannschaft als Gaumeister Bayern ab und nahm infolgedessen an der Endrunde um die Deutsche Meisterschaft teil. Die Meisterschaft wurde in vier Gruppen zu drei bzw. vier Mannschaften mit Hin- und Rückspiel ausgetragen, deren Sieger sich für das Halbfinale qualifizierten. Er bestritt lediglich ein Spiel der Gruppe 4, das am 18. Mai 1941 mit 0:2 gegen den späteren Gruppensieger und späteren Deutsche Meister SK Rapid Wien verlorene letzte Gruppenspiel.
Während seiner Vereinszugehörigkeit bestritt er auch sechs Spiele im Wettbewerb um den nationalen Vereinspokal. Sein Debüt gab er am 19. Juli 1942 beim 5:3-Erstrunden-Sieg über den SK Rapid Wien. Nach vier weiteren Siegen, darunter der 15:1-Sieg im Achtelfinale über die SG SS Straßburg, dem bis heute vierthöchsten Sieg in diesem bzw. im Nachfolgerwettbewerb, erreichte er mit seiner Mannschaft das Finale. Das am 15. November 1942 im Berliner Olympiastadion vor 80.000 Zuschauern gegen den FC Schalke 04 ausgetragene Finale wurde mit 2:0 gewonnen.
Die Rückrunde der Saison 1942/43 spielte er für den Berliner SV 1892 in der Gauliga Berlin-Brandenburg und hatte damit Anteil am Gewinn der Gaumeisterschaft.

## Erfolge
- Gaumeister Berlin-Brandenburg 1943
- Tschammerpokal-Sieger 1942
- Gaumeister Bayern 1941